# Matt Read
Matthew Zachary Jarrett „Matt“ Read (* 14. Juni 1986 in Ilderton, Ontario) ist ein ehemaliger kanadischer Eishockeyspieler, der im Verlauf seiner aktiven Karriere zwischen 2006 und 2020 unter anderem 479 Spiele für die Philadelphia Flyers und Minnesota Wild in der National Hockey League (NHL) auf der Position des Centers bestritten hat.

## Karriere
Matt Read begann seine Karriere als Eishockeyspieler bei den Milton Icehawks, für die er in der Saison 2005/06 in der kanadischen Juniorenliga Ontario Junior Hockey League (OJHL) aktiv war. Die folgende Spielzeit verbrachte er bei den Des Moines Buccaneers in der US-amerikanischen Nachwuchsliga United States Hockey League (USHL). Anschließend besuchte er vier Jahre lang die Bemidji State University, für deren Eishockeymannschaft er parallel in der National Collegiate Athletic Association (NCAA) spielte. Mit seiner Universitätsmannschaft nahm er zunächst drei Jahre am Spielbetrieb der College Hockey America teil, deren Meisterschaft er 2010 mit der Bemidji State University gewann. Er selbst wurde 2009 und 2010 in das erste All-Star Team der CHA gewählt, 2008 zum Rookie des Jahres und 2010 zum Spieler des Jahres ernannt. Nachdem die Herren-Meisterschaft der CHA aufgelöst worden war, trat Read in der Saison 2010/11 mit seiner Universitätsmannschaft in der Western Collegiate Hockey Association (WCHA) an.
Die Saison 2010/11 beendete der Center bei den Adirondack Phantoms in der American Hockey League (AHL). Bis Saisonende erzielte er in elf Spielen sieben Tore und sechs Vorlagen für die Phantoms. Zur Saison 2011/12 wurde er in den Kader von Adirondack's Kooperationspartner Philadelphia Flyers aus der National Hockey League (NHL) befördert. Bei den Flyers konnte er sich auf Anhieb als Stammspieler in der NHL durchsetzen. Den Lockout der Saison 2012/13 verbrachte er beim Södertälje SK in der schwedischen Allsvenskan.
Nach etwa sieben Jahren in der Organisation der Flyers wurde sein auslaufender Vertrag nach der Saison 2017/18 nicht verlängert, sodass er sich seit Juli 2018 auf der Suche nach einem neuen Arbeitgeber befand. Diesen fand er in den Minnesota Wild, die ihn mit einem Einjahresvertrag ausstatteten. Nach der Saison 2019/20 erhielt er keinen weiteren NHL-Vertrag, sodass er sich im September 2019 für eine Spielzeit den Toronto Marlies aus der AHL anschloss. Danach beendete der 34-Jährige im Sommer 2020 seine aktive Karriere.

## Erfolge und Auszeichnungen
| - 2008 CHA All-Rookie Team - 2008 CHA Rookie of the Year - 2009 CHA-Meisterschaft mit der Bemidji State University - 2009 CHA First All-Star Team | - 2010 CHA Spieler des Jahres - 2010 CHA First All-Star Team - 2011 WCHA All-Academic Team |

## Karrierestatistik

### International
Vertrat Kanada bei:
- Weltmeisterschaft 2013
- Weltmeisterschaft 2014

(Legende zur Spielerstatistik: Sp oder GP = absolvierte Spiele; T oder G = erzielte Tore; V oder A = erzielte Assists; Pkt oder Pts = erzielte Scorerpunkte; SM oder PIM = erhaltene Strafminuten; +/− = Plus/Minus-Bilanz; PP = erzielte Überzahltore; SH = erzielte Unterzahltore; GW = erzielte Siegtore; 1 Play-downs/Relegation; Kursiv: Statistik nicht vollständig)